# Cupra Ateca
La Cupra Ateca est un SUV produit par le constructeur automobile espagnol Cupra fondé en 2018 par Seat.

## Présentation
La Cupra Ateca est directement dérivée de la Seat Ateca. Cupra étant l'ancienne division sportive du constructeur espagnol devenu constructeur à part entière en 2018, la Cupra Ateca est donc la version la plus sportive issue de l'Ateca, avec un moteur de 300 ch et une transmission intégrale.

### Phase 2
La version restylée de la Cupra Ateca est présentée en juillet 2020.

## Caractéristiques techniques
La Cupra Ateca repose sur la plateforme modulaire MQB (Modularer Querbaukasten) du Groupe Volkswagen, qu'il partage avec les Volkswagen T-Roc, Škoda Karoq, Audi Q3 et son jumeau le Seat Ateca. Elle est équipée de quatre sorties d’échappement et de jantes de 19 pouces en alliage.
À l'intérieur, la console centrale est équipée d'un écran tactile de 8 pouces.

### Motorisation
L'Ateca reçoit une unique motorisation essence 2.0 TSI de 300 ch accouplée à une transmission intégrale (4Drive) et la boîte DSG à 7 rapports Volkswagen. Elle reçoit une suspension adaptative et différents modes de conduite : Normal, Sport, Off Road, Snow, Individual et mode course Cupra.
|                            | 2.0 TSI 300                  |
| -------------------------- | ---------------------------- |
| Moteur                     | 4 cylindres en ligne essence |
| Alimentation               | Turbocompressé               |
| Cylindrée                  | 1 984 cm3                    |
| Puissance maximale         | 300 ch (221 kW)              |
| au régime de               | 5 300 à 6 500 tr/min         |
| Couple maximal             | 400 N m                      |
| au régime de               | 2 000 à 5 200 tr/min         |
| Boîte de vitesses          | DSG 7                        |
| Vitesse maximale           | 247 km/h                     |
| Accélération 0-100 km/h    | 5,2 s                        |
| Consommation (en L/100 km) | 7,4                          |
| Capacité du réservoir      | 55 L                         |
| Masse à vide (kg)          | 1 632 kg                     |
| Émissions de CO2 (en g/km) | 155                          |
| Norme environnementale     | Euro 6                       |

## Finitions

### Série spéciale
- Limited Edition  (1 999 exemplaires)[7] :
  - Cette série spéciale reçoit notamment des jantes de 20 pouces cuivrées, un spoiler de toit, des rétroviseurs en carbone et un échappement Akrapovic. La couleur extérieure est inédite, dénommée gris graphène. Cette finition spéciale octroie une freinage Brembo ainsi qu'un échappement Akrapovic. À l'intérieur, la console centrale reçoit une finition en fibre de carbone[8].